# 章礼南
章礼南（英語：Lay Nam Chang，1943年6月1日—2020年12月8日）是一位美国华人理论物理学家。   

## 生平
1943年出生于新加坡一个华人家庭，1964年获得哥伦比亚大学学士学位，1967年获得加州大学伯克利分校博士学位，师从美国物理学家史蒂文·温伯格。 1971年加入宾夕法尼亚大学担任助理教授。1978年加入弗吉尼亚理工大学担任副教授，1983年升任教授。2003年被任命为新成立的理学院初代院长，2016年退休。
2020年12月8日因感染2019冠状病毒病疫情导致并发症去世，享壽77岁。